# Ruth Lillegraven
Ruth Lillegraven, née le 21 octobre 1978 à Granvin, est une poétesse et romancière norvégienne.

## Biographie
Née à Granvin le 21 octobre 1978, Ruth Lillegraven étudie le marketing à Norges Markedshøyskole. De 2001 à 2007, elle travaille pour la maison d'édition Det Norske Samlaget. De 2007 à 2015, elle est conseillère principale au ministère des Transports, où elle rédige des discours.
Elle publie un premier recueil de poésie en 2005. Elle se consacre à l'écriture à temps plein à partir de 2015. Elle réside à Bærum.
La serpe, poésie narrative, est publiée en français en 2021. Le thriller Alt er mitt est publié en français chez Actes Sud en 2021, sous le titre Tout est à moi.

## Publications

### Poésie
- Store stygge dikt, 2005
- Urd, 2013
- Manilahallen, 2014
- Atlanten, 2015
- Disse dagene, dette livet, 2016
- Sigd, 2016
- Dette er andre dagar, 2020

### Livres jeunesse
- Mari og Magnus flyttar inn, 2011
- Mari og Magnus og smokketjuven, 2012
- Mari og Magnus får katt, 2013
- Mari og Magnus hos bestemor, 2014
- Eg er eg er eg er, 2016
- Dei svarte svanene, 2020
- Hytta som forsvann, 2020
- Fanga på fjorden, 2021

### Fictions
- Mellom oss, 2011
- Alt er mitt, 2018
- Tout est à moi [« Alt er mitt »]  (trad. du norvégien), Paris, Actes Sud, 2021, 350 p. (ISBN 9782330151027)
- Av mitt blod, 2022

## Prix et distinctions
- fonds Sokneprest Alfred Andersson-Rysst, 2012[4]
- Prix Brage pour le recueil de poésie Urd, 2013
- Prix de la littérature nynorske, pour le recueil de poésie Sigd, 2016